# براد ووكر (رياضي)
براد ووكر (بالإنجليزية: Brad Walker)‏ مواليد 21 يونيو 1981، هو لاعب قفز بالزانة أمريكي. شارك في دورة الألعاب الأولمبية. فاز بالميدالية الذهبية في بطولة العالم لألعاب القوى.

## الميداليات
| الميدالية | المسابقة                                    |
| --------- | ------------------------------------------- |
| ذهبية     | بطولة العالم لألعاب القوى 2007              |
| فضية      | بطولة العالم لألعاب القوى 2005              |
| ذهبية     | بطولة العالم لألعاب القوى داخل الصالات 2006 |
| فضية      | بطولة العالم لألعاب القوى داخل الصالات 2008 |
| برونزية   | بطولة العالم لألعاب القوى داخل الصالات 2012 |

## روابط خارجية
- براد ووكر على موقع الاتحاد الدولي لألعاب القوى (الإنجليزية)
- براد ووكر على موقع الاتحاد الأمريكي لسباقات المضمار والميدان (الإنجليزية)
- براد ووكر على موقع الدوري الماسي (الإنجليزية)
- براد ووكر على موقع اللجنة الأولمبية الدولية (الإنجليزية)
- براد ووكر على موقع أوليمبيديا (الإنجليزية)
- براد ووكر على موقع اللجنة الأولمبية والبارالمبية الأمريكية (الإنجليزية)